# أيزو كيمانن
أيزو كيمانن هي بحيرة تقع في فنلندا في منطقة مستجمعات المياه الرئيسية أولويوكي. وهي موجودة في بلدية سوتكيمو في منطقة كاينو.